# Skibby
Skibby est une ancienne  municipalité incorporée depuis 2007 à Frederikssund, dans la région de Hovedstaden, au Nord-Est de l'île de Sjælland, au Danemark.